# Saguaro
Saguaro je rod kaktusu, jehož jediným zástupcem je druh Carnegiea gigantea. Saguaro je nejvyšším druhem mezi kaktusy, nejvyšší zdokumentovaný exemplář dosáhl výšky 23,8 metrů. Saguaro je významným krajinotvorným prvkem Sonorské pouště. Poskytuje jedlé plody, které sklízejí místní obyvatelé. V jeho stonku si často vydlabávají hnízdní dutiny některé druhy ptáků žijících v Sonorské poušti. Saguaro obsahuje několik psychotropních alkaloidů, ale není využíváno jako droga. Druh je modelovým příkladem adaptace na pouštní podmínky. Stal se svým specifickým tvarem daným růstem vedlejších větví symbolem amerických a mexických pouští a stylizovaně je součástí krajiny mnoha westernů, například filmu Limonádový Joe.

## Výskyt
Hlavní oblastí výskytu je Sonorská poušť v západní Arizoně a západní Sonoře. Dále se vyskytuje v okrajových oblastech pouště Colorado (považované za část Sonorské pouště), v Kalifornii poblíž řeky Colorado a v Arizoně od Mohave Co. po Graham, Yuma a Pima Co. Nachází se ve výškách 200 až 1000 m n. m., vzácně na štěrkových náplavových diluviálních čtvrtohorních svazích bachada vystupuje až do 1 350 m n. m. Teplota v létě vystupuje až k 50 °C, v zimě bývá okolo 20 °C. V některých rocích jsou úhrnné srážky jen 10 mm, průměrně se pohybují mezi 70 až 250 mm ročně dle lokality. Celková plocha oblasti výskytu se odhaduje na 250 tisíc km².
Oblast začala být v 19. století pastevecky využívána. Pouštní tráva byla spásána rychleji, než stačila dorůst. Došlo k odhalení a erozi půdy. Těžba kovů a zpracování rud vedlo k vykácení suchých lesů na uhlí. Taktéž bylo těženo pletivo stonků jako kaktusové dřevo pro potřeby dolů a též i na otop. To vše vedlo k úbytku pouštních porostů. V roce 1933 byla proto zřízena východně od Tucsonu rezervace Saguaro National Monument o rozloze 6216 ha. V současnosti saguaro není zařazeno mezi ohrožené druhy, ale svévolné kácení je zakázáno a při kultivaci pozemků je povinnost zde rostoucí saguara přesadit na jiný vhodný pozemek.

## Popis
Sloupovitý kaktus cereus s obvyklou výškou dosahující 12 až 18 m. Rekordní zdokumentovaný jedinec dosáhl výšky 24 m. Je uváděna hmotnost přes 13 tun. Přibližně od jedné třetiny výšky vznikají boční větve, které napřed rostou kolmo vodorovně od hlavního stonku a později se stáčejí nahoru. Vzniká tak charakteristický kandelábrovitý vzhled, kterým se saguara odlišují od podobných dalších obrovských, jen o něco nižších kaktusů rodu Pachycereus, jež odnožují zejména v dolní části stonku. Stonky saguár jsou až 0,75 m silné. Přibližně ve třetině až polovině poloměru stonku od středu se nachází prstenec cévních svazků a struktura dřevitých vláken, která dává rostlině pevnost. Povrch je rozdělen do 12 až 30 přímých, nehlubokých žeber. Žebra nesou hustě umístěné areoly, ze kterých roste svazek 15 až 30 trnů, 2 až 4 cm dlouhých okrajových a až 6 cm dlouhých středových, šedých až černavých. Oblast vývinu květů je beztrnná, s více vlnatými areolami.
Podzemní část tvoří až 2 m hluboko zarostlá část stonku, která rostlinu ukotvuje. Z ní vyrůstá rozsáhlý hluboký kořenový systém a u dospělých jedinců též rozsáhlý podpovrchový kořenový systém, který velmi efektivně sbírá všechny spadlé srážky.
Květy vyrůstají na boku stonku blízko pod vrcholem. Jsou trychtýřovité, mají zelenou trubku dlouhou 8 až 12 cm a talířovitě otevřené bílé okvětí o průměru až 8 cm. Otevírají se na večer a zůstávají otevřené i příští den. Plody jsou oválné, 5 až 8 cm dlouhé a 2 až 5 cm široké. Jsou mírně hrbolaté a nesou plstnaté areoly. Ve zralosti se otevírají na vrcholu 3 až 4 cípy a uvnitř jsou červené. Jsou šťavnaté a obsahují asi dva tisíce semen. Semena jsou podlouhlá, 2 mm velká, černá.
Dužnatá část stonku obsahuje až 0,7 % alkaloidů jako je salsoidin, karnegin, gigantin a je hořká. Vylisovaná kapalina se proto nehodí ani k nouzovému pití. Alkaloidy mají psychotropní účinek, ale jejich užívání není známo. V plodech alkaloidy nebyly prokázány.

## Ekologie
Carnegie se vyznačují specifickou vývojovou strategií. Mladé semenáčky rostou ve stínu křovinné vegetace. Vytváří pouze hlubinné kořeny čerpající spodní vodu. Naprostá většina hyne v prvním roce života. Rostlina může za život vytvořit až 40 milionů semen, z nichž při udržení stálé populace vznikne jeden dospělý exemplář. Po dosažení určité velikosti, okolo věku 50 až 75 let, při výšce 3 až 5 m rozvinou rozsáhlý podpovrchový kořenový systém. Ten sebere spadlou vláhu původní rostlině, pod jejíž ochranou před úpalem carnegie dosud rostla a rostlina hyne. V té době carnegie poprvé vykvétá. Otázka rychlosti růstu a stáří není uspokojivě zodpovězena. Jednak se rychlost růstu liší podle srážek na stanovišti, za druhé nejstarší exempláře pochází z doby před začátkem vědeckého výzkumu a jejich počátek tak není zdokumentován. Dle různých pozorování na různých lokalitách začínají kvést ve věku 35 až 75 let ( jako obvyklý věk je udáváno 55 let) a začínají se větvit ve věku 50 až 100 let (průměr 70 let). Konečné výšky dosahují asi ve věku 125 až 200 let. Dožívají se dle odhadu 200 až 250 let. V zahradnických podmínkách s intenzivní zálivkou a přihnojováním se povedlo přivést skupinu saguár do květu ve věku 15 až 20 let.
Na některých lokalitách rostou dospělé carnegie pravidelně rozmístěné ve vzdálenostech daných jejich kořenovým systémem a pro mladé semenáčky tak nezbývá mnoho volných míst. Dle obvyklých ekologických měřítek vypadá populace jako vymírající, ale není to pravda
Saguaro poskytuje ve stonku hnízdní dutiny drobným druhům sov, střízlíkům, drozdům strakapoudům a hrdličkám. Též slouží jako stanoviště pro dravce. Hrdličky se podílí na opylování. Semena jsou šířena trusem ptáků a hlodavců ze sežraných plodů a též mravenci.

## Využití
Plody saguara jsou tradičně sbírány místními indiány kmenů Hohokam, Seri, Sinagua a O'odham (Akimel O'odham (River Pima), Hiach-ed O'odham (Papago), Tohono O'odham (Sand Papago)). Roční kalendář kmene Tohono O'odham začíná měsícem Hahšani Mašad, což znamená měsíc sklizně saguara. Sklizeň plodů dříve představovala významnou tradiční slavnost s posílením sociálních vazeb kmene. Muži budovali přechodné tábory a sháněli dřevo na vaření a vodu. Ženy ve dvojicích srážely plody pomocí dlouhých tyčí, vytvořených často právě ze starých dřevnatých koster saguara, a oddělovaly dužinu od slupky a od semen. Z dužiny se vařil džem nebo se zkvašovala na víno, případně silnou kořalku. Ze semen se mlela nepříliš kvalitní mouka nebo sloužila jako krmivo pro drůbež. Pro přípravu vína byl postaven speciální vinný sklípek a ustanoven oficiální vinař kmene zodpovědný za fermentaci. Oblíbené víno se pilo též při rituálech přivolávajících déšť. Dle měření v roce 1929 dovedlo 600 indiánských rodin sklidit 45 tun plodů (Crosswhite). Plody jsou velmi výživné, obsahují až 7 % cukrů a 13 % bílkovin.
Dřevitá kostra je používána jako stavební materiál, na výrobu nábytku a dalších předmětů a na otop.
Květ carnegie je jedním ze symbolů státu Arizona.

## Pěstování
V našich podmínkách je možné pěstovat ve skleníku nebo na jižním okně pouze malé semenáčky, původem z dovezených semen z nalezišť, zcela odlišné od dospělých rostlin v domovině. Rostou velmi pomalu a je nutné teplé suché přezimování a opatrná zálivka v období růstu, tím jsou vhodné pro prostředí moderních bytů. V nabídce pro širokou veřejnost v květinářstvích se objevuje jen vzácně.

## Taxonomie a historie
Španělský cestovatel Francisco Vasquez de Coronado napsal v roce 1540 : Pijí tam víno připravené z pitahaya, což je plod z velkých bodláků, který se otevírá jako granátové jablko. Toto víno je ohlupuje.

Termín saguaro, též vyslovované jako suwarro, poprvé použil plukovník William H. Emory až v roce 1848. Dle jím zaslaných částí stonků a kreseb byl druh vědecky popsán prof. G. Engelmannem jako Cereus giganteus. Další přesnější popis pořídil dr. Parry v roce 1852 jako účastník další expedice plk. Emorye. V roce 1919 pro něj Britton a Rose vytvořili speciální rod Carnegiea, název je podle A. Carnegiho.

## Galerie

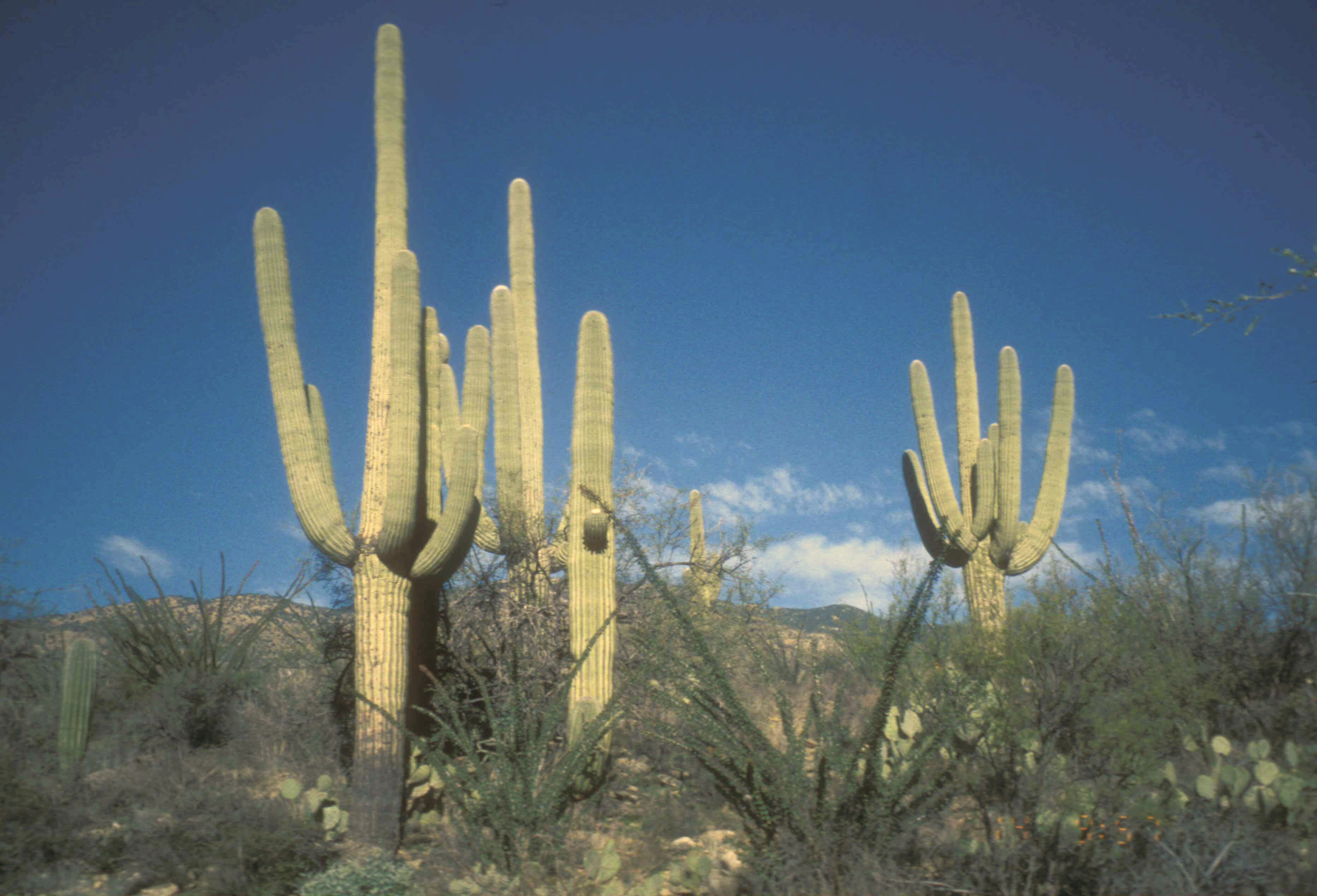
Saguaro national park. Dřeviny chybí, doprovodnou vegetaci tvoří další sukulenty
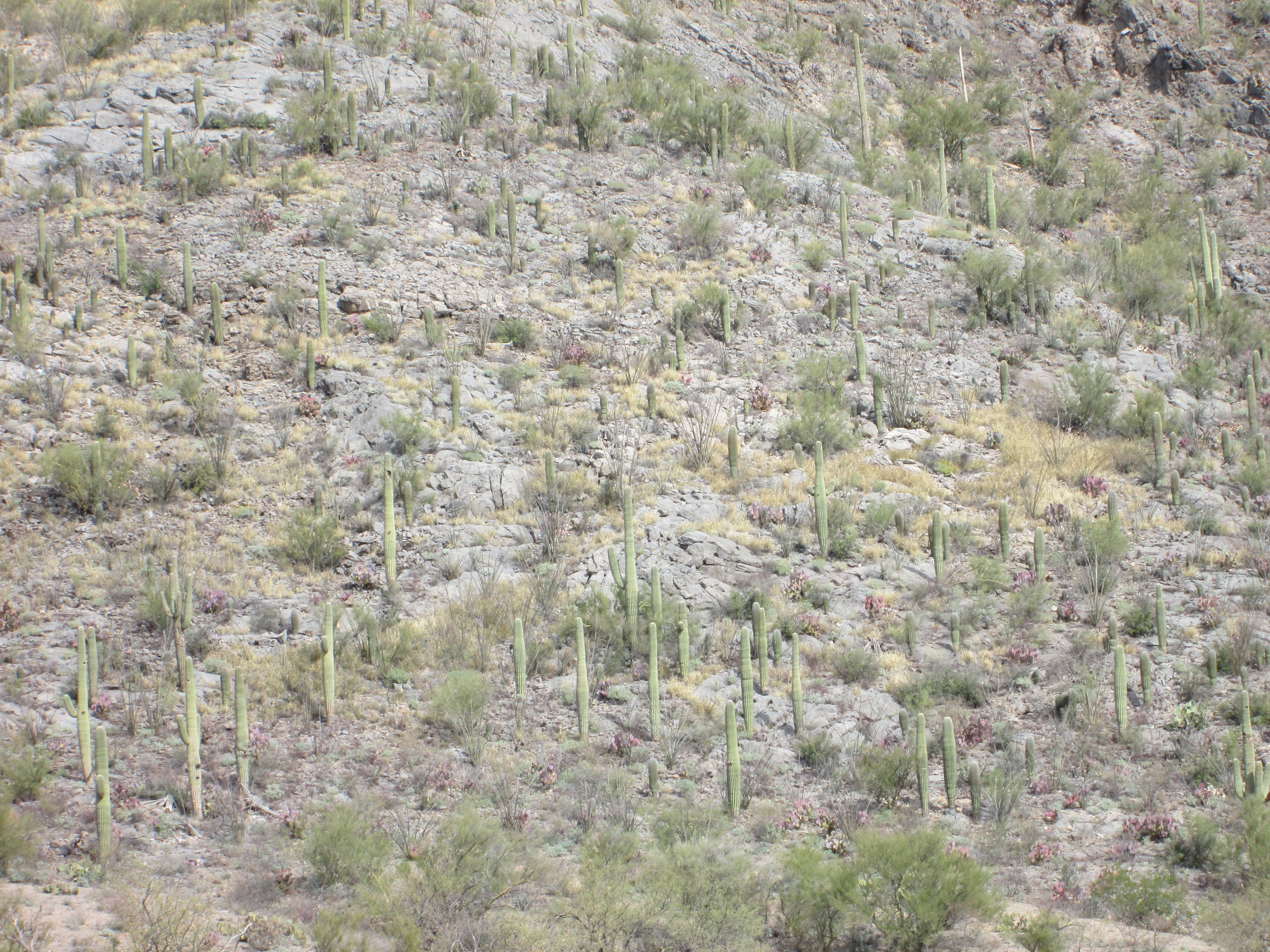
Pravidelný výskyt omezuje růst další vegetace
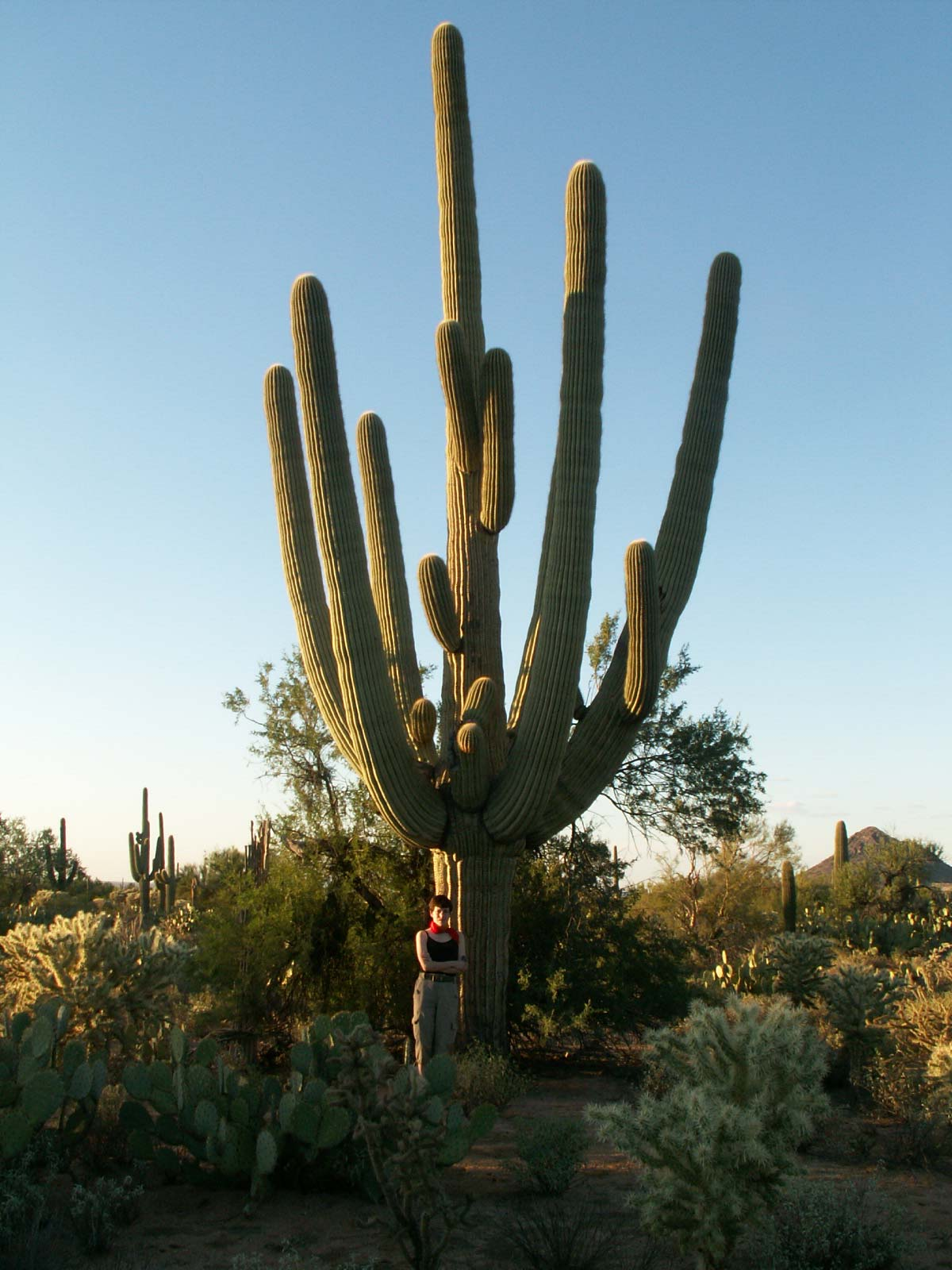
Velmi starý jedinec
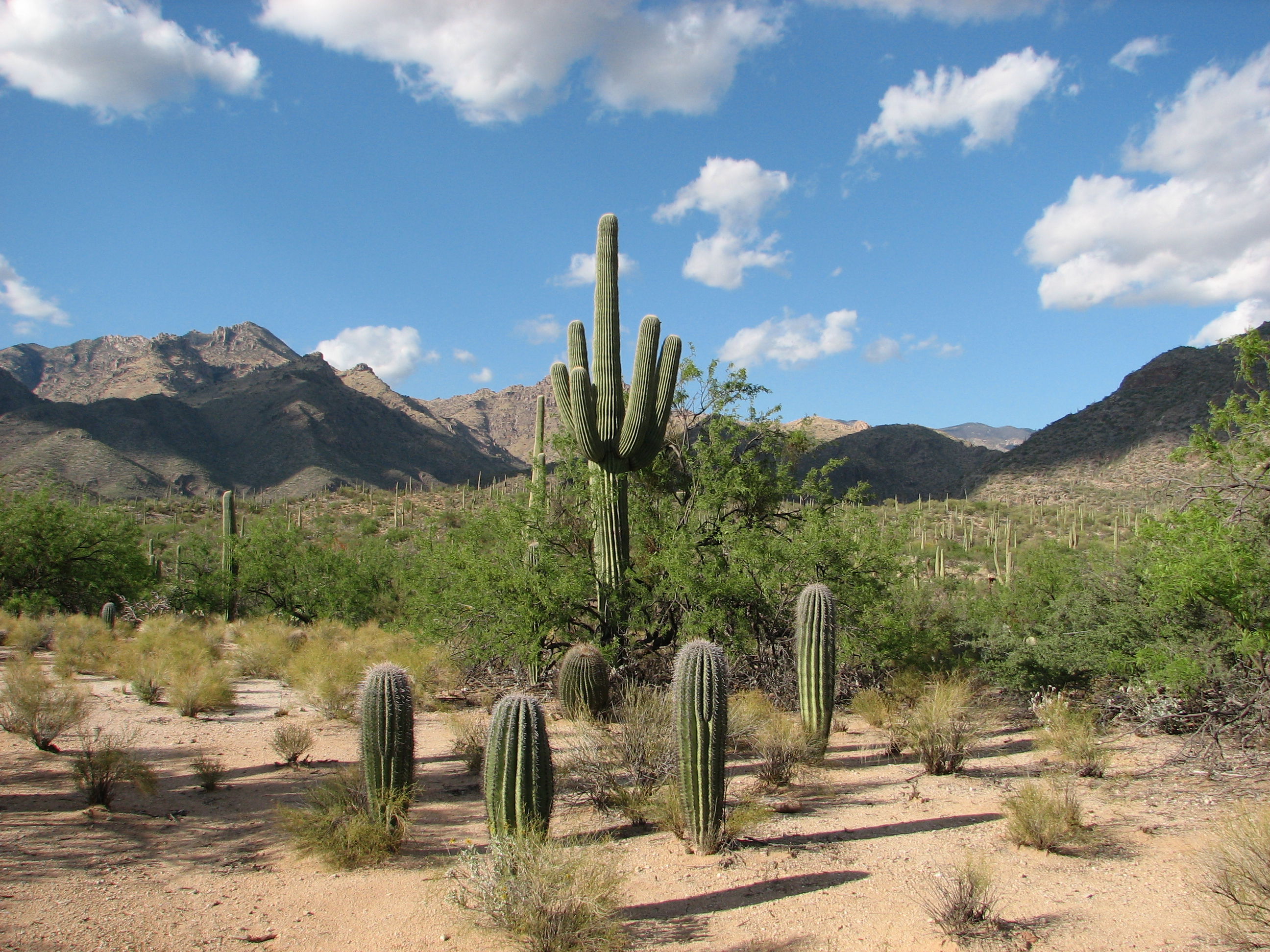
Čtyři mladé semenáčky, za nimi Echinocactus a vzrostlý jedinec Carnegie
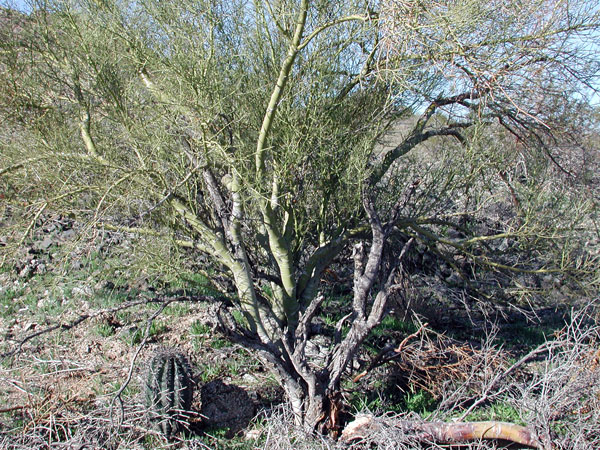
Mladý jedinec, ještě pod ochranou dřeviny
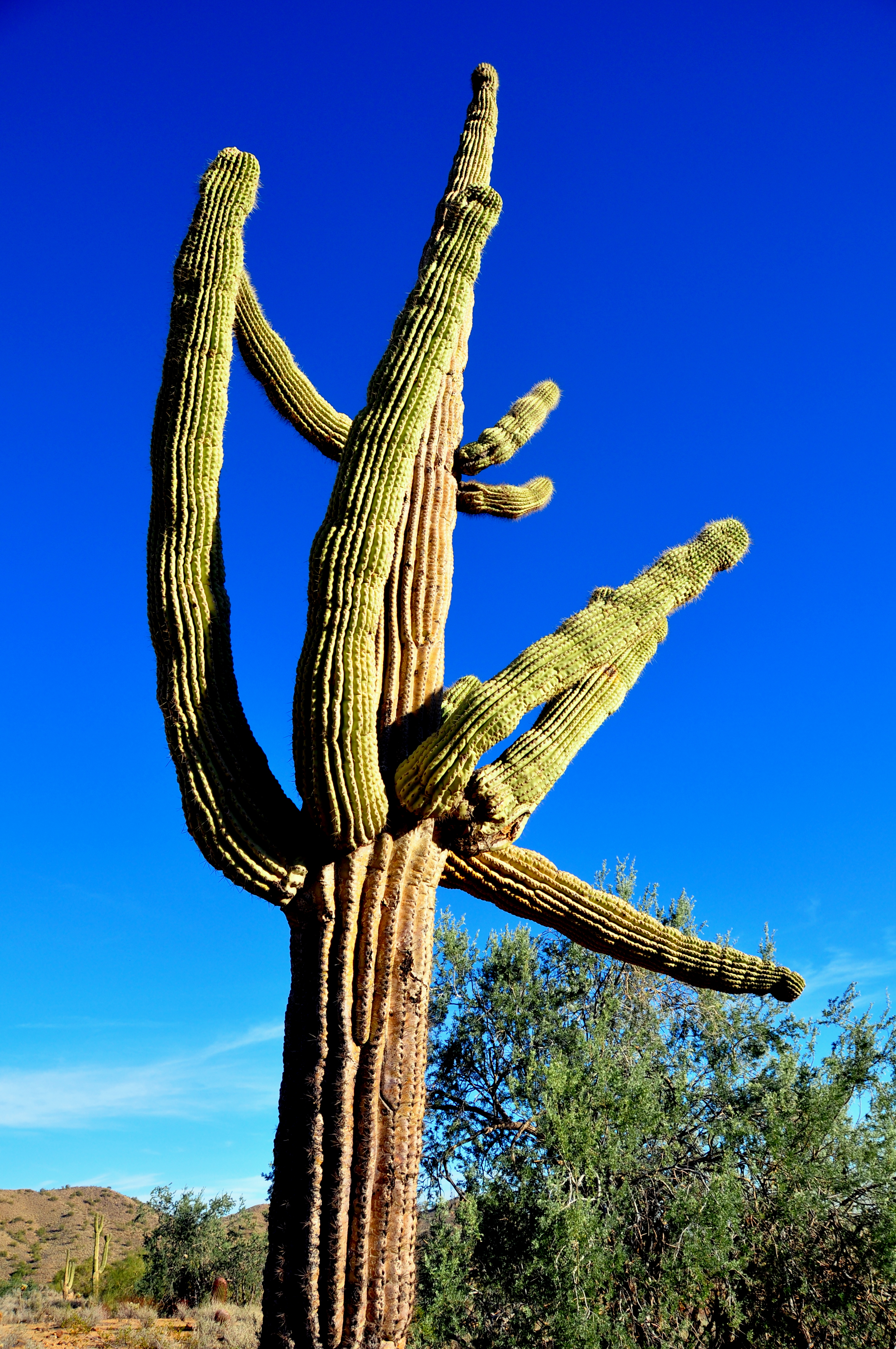
Boční větve mohou silně odstávat
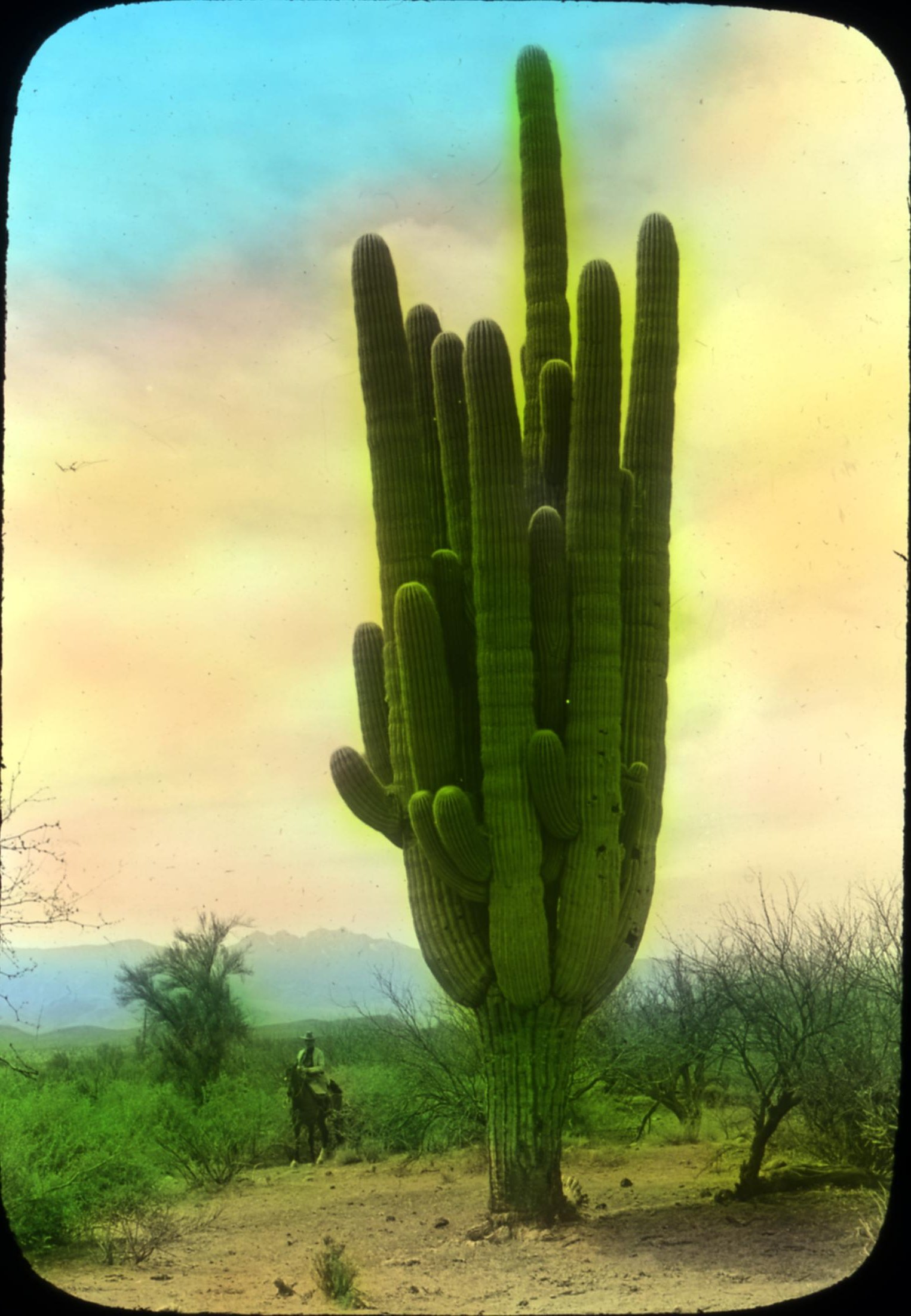
V příznivých podmínkách může být bočních větví značné množství
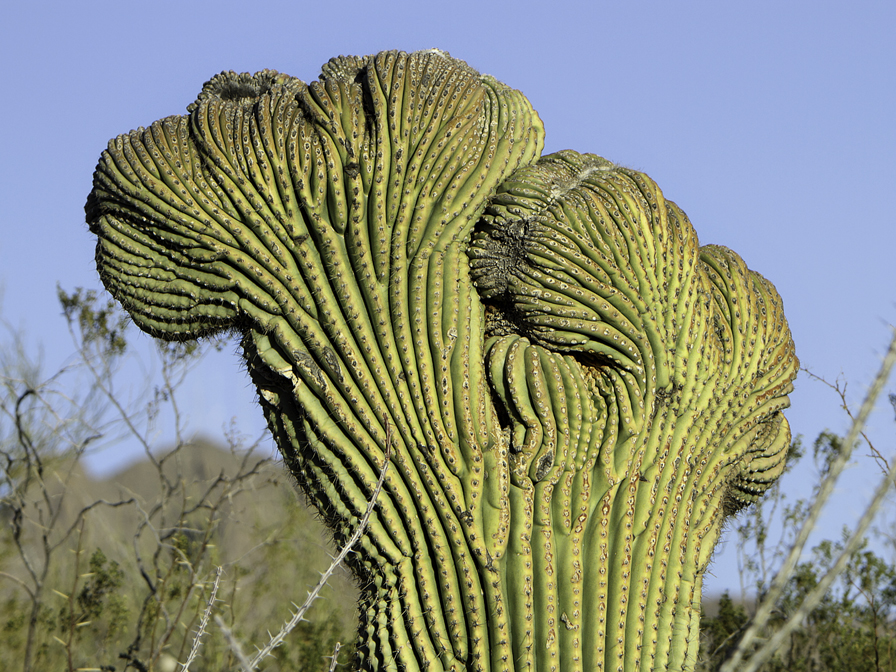
Saguaro občas vytváří kristátní formy
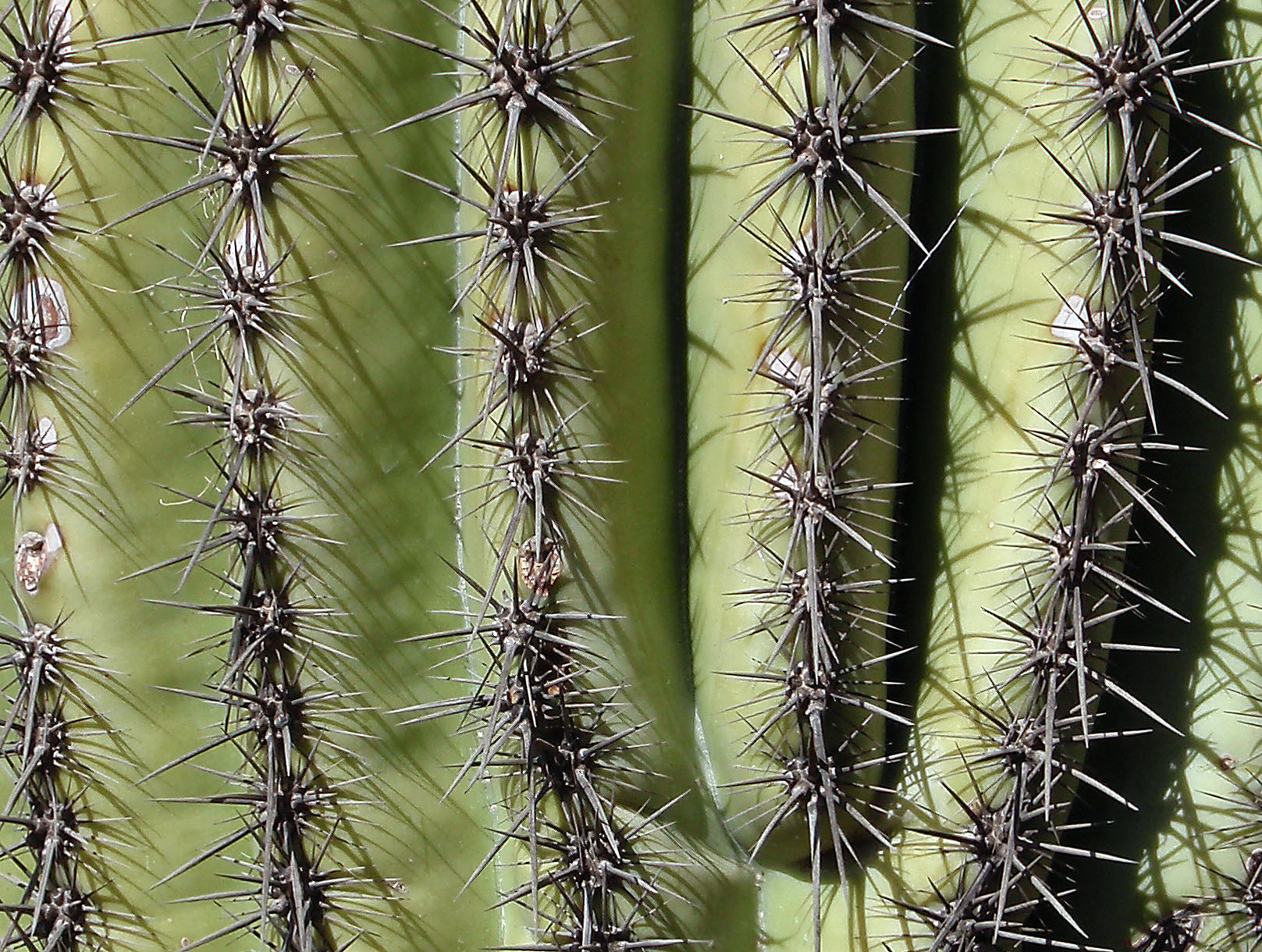
Detail trnů
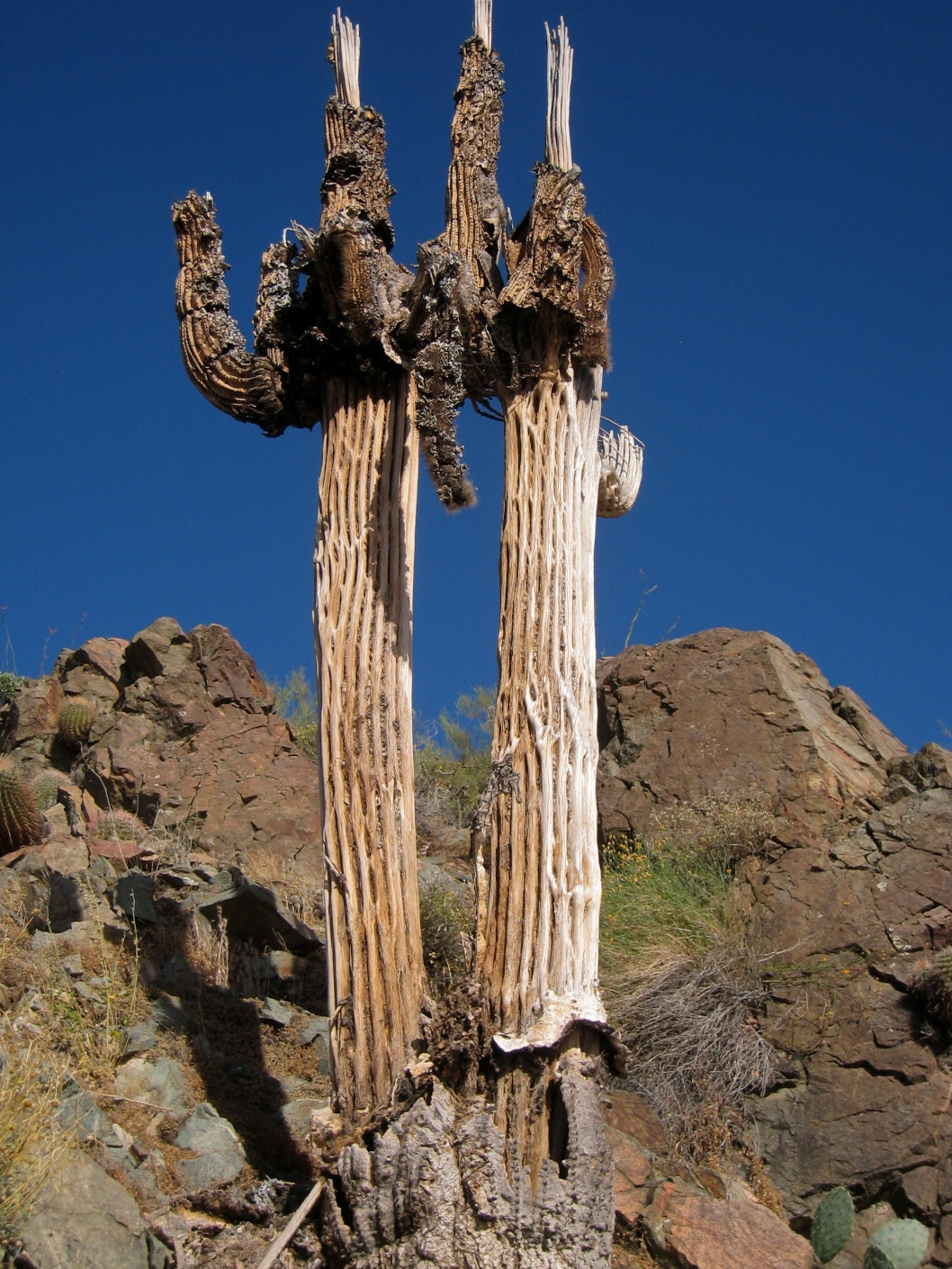
Mrtvá, ještě nerozpadlá saguara
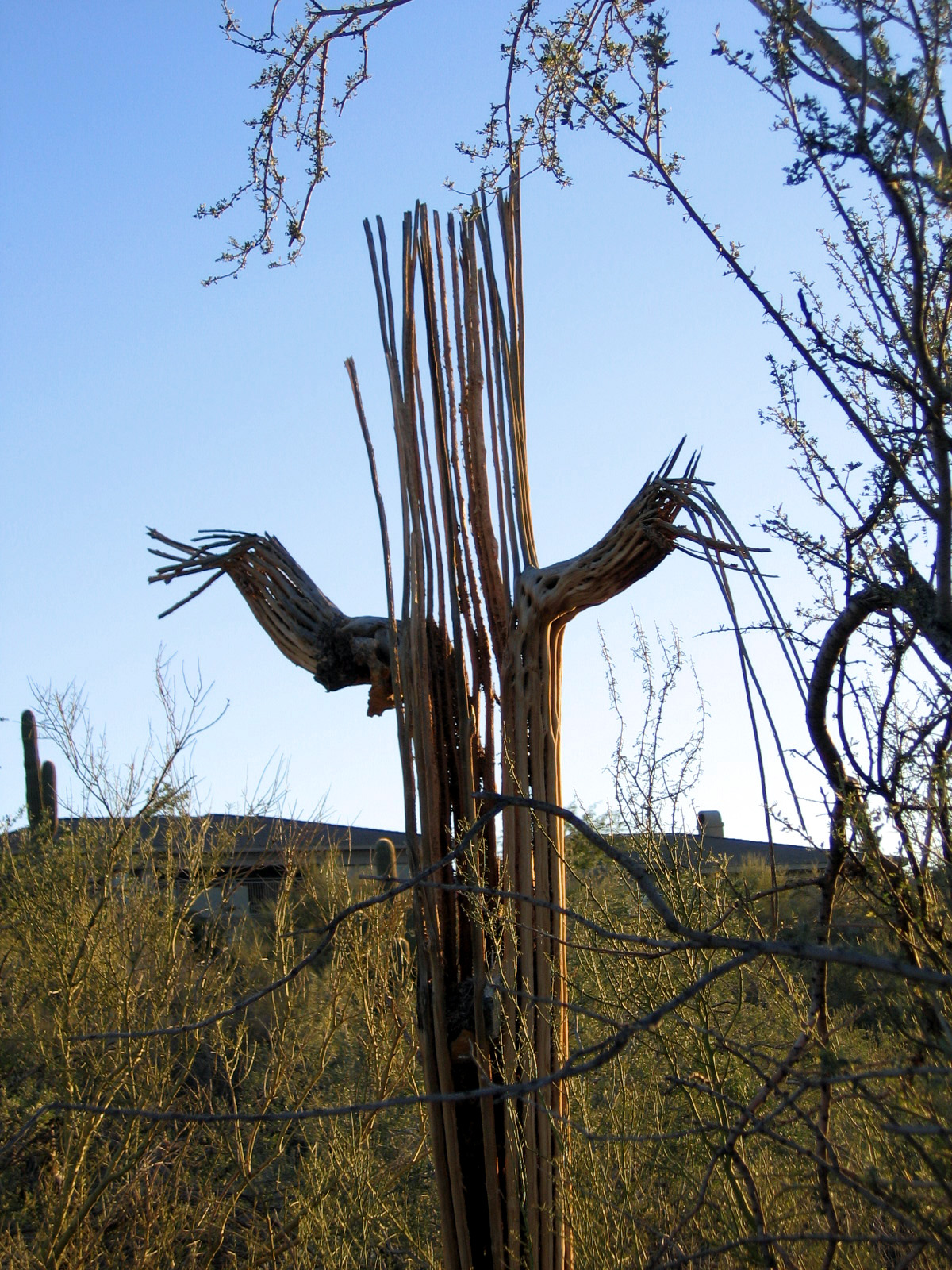
Dřevnatá kostra
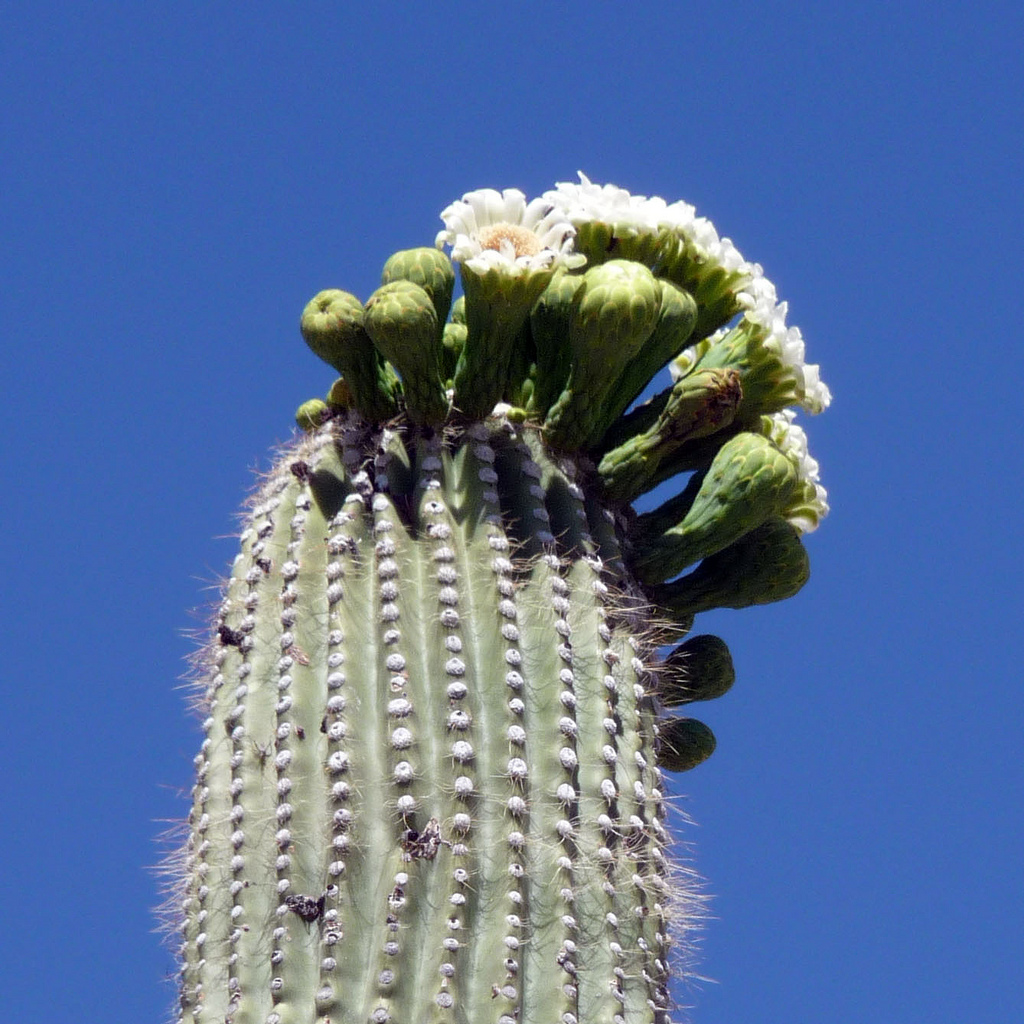
Květy na vrcholu stonku.
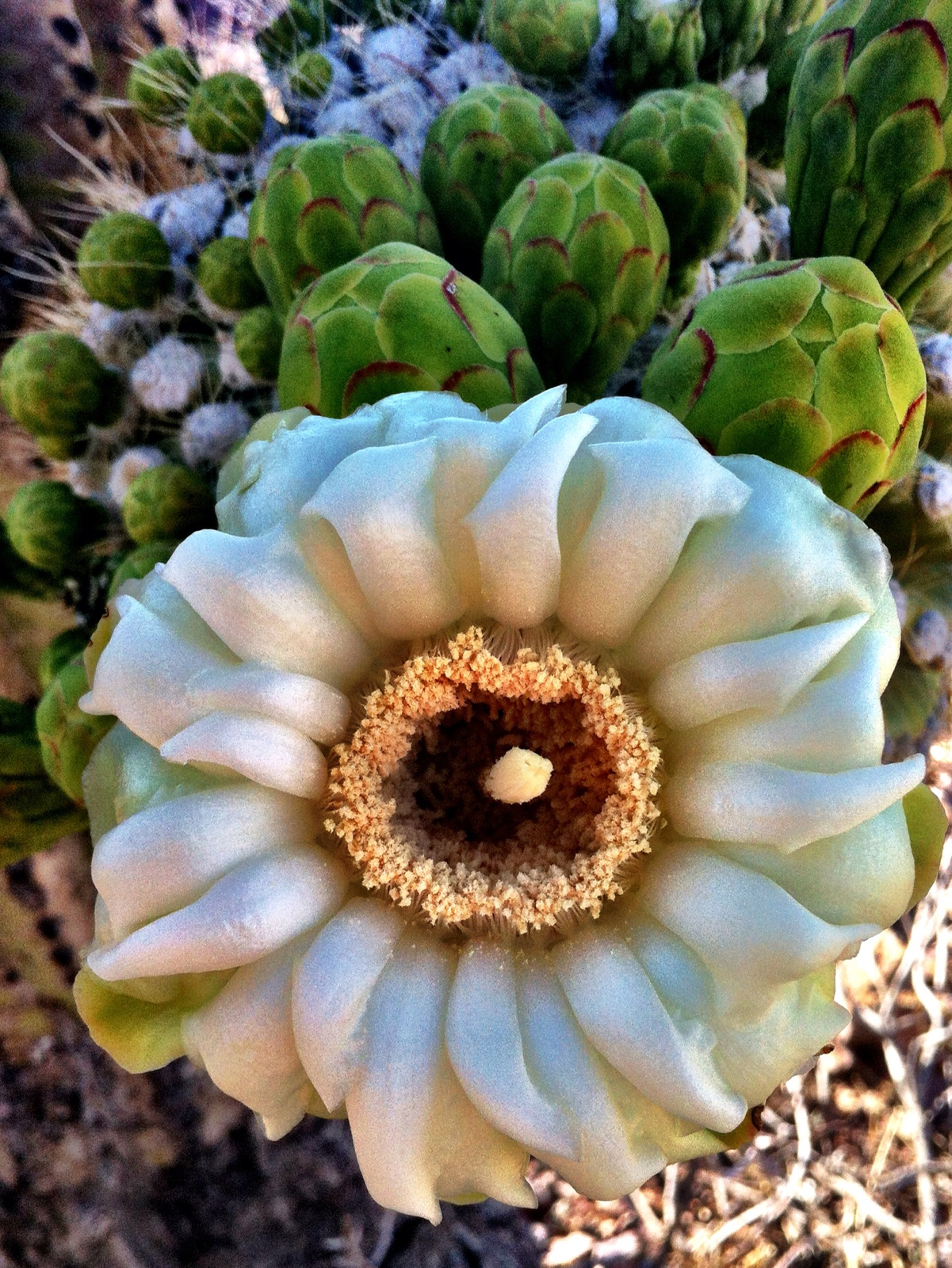
Detail květu
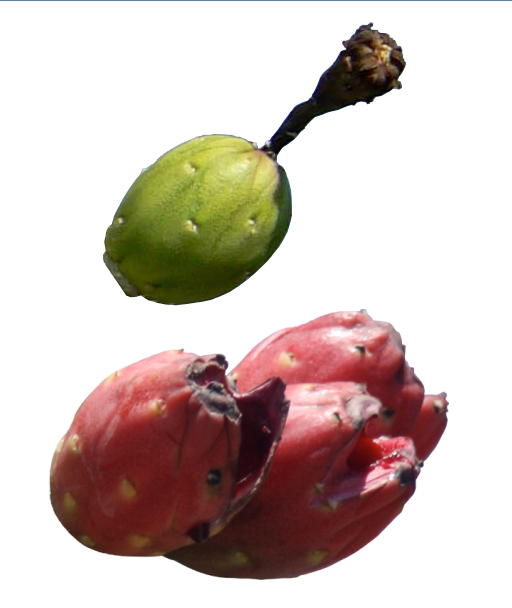
Plody saguara
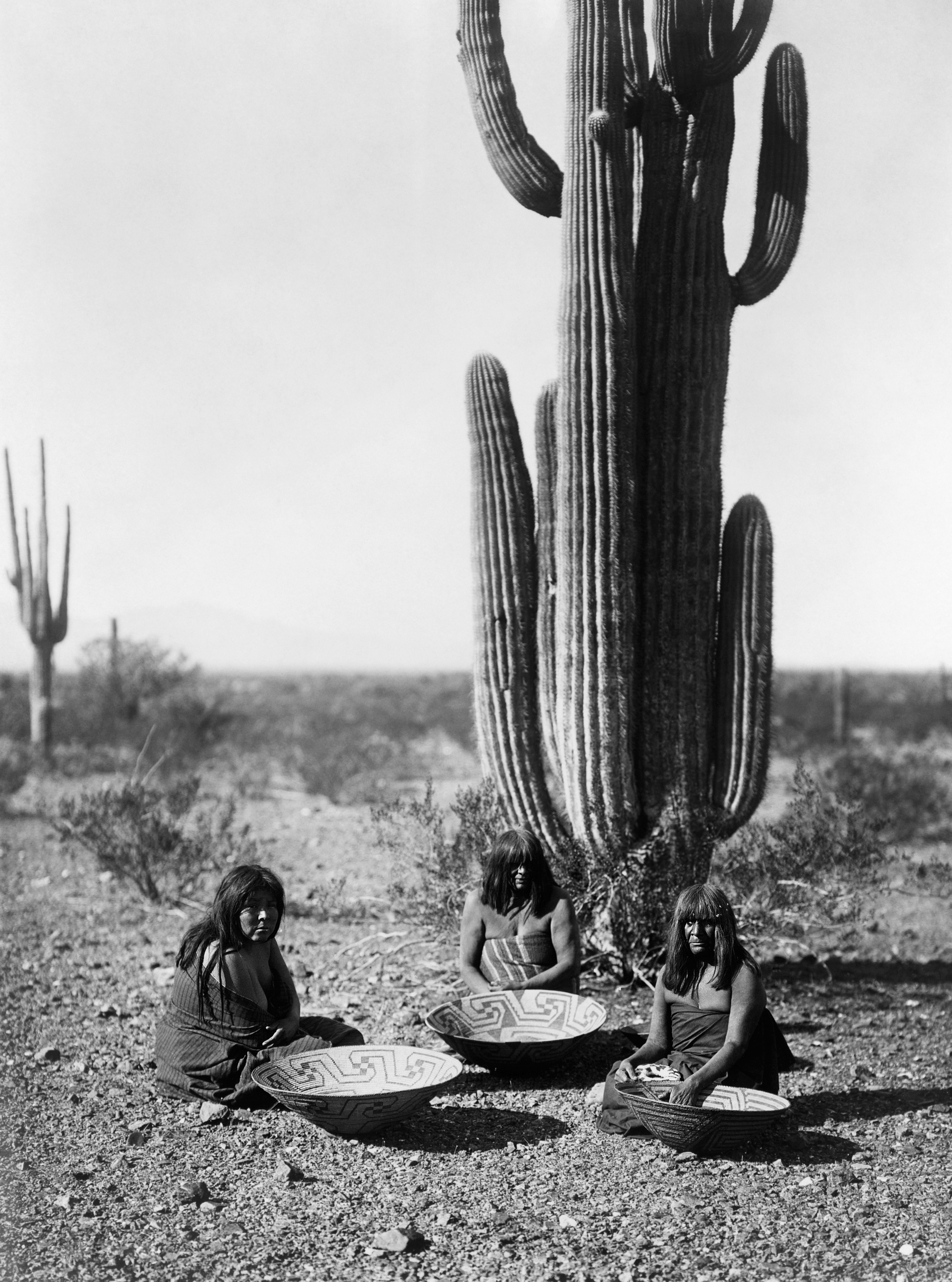
Sklizeň plodů indiány v roce 1907
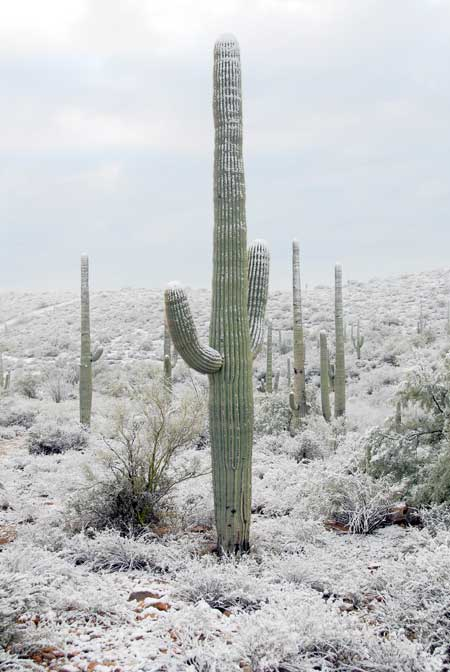
Velmi vzácně na severu výskytu napadne sníh.
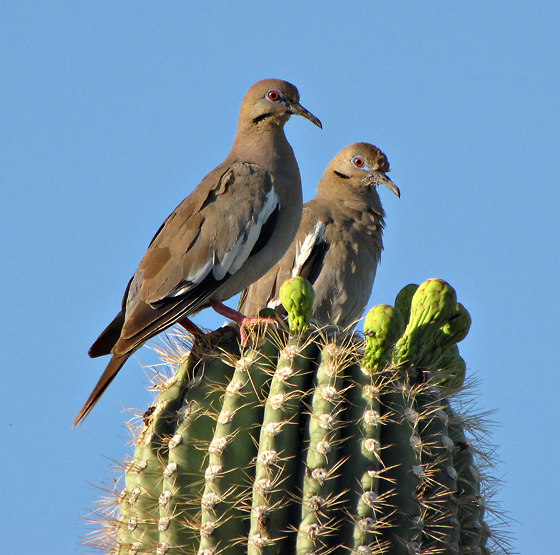
Hrdlička bělavokřídlá Zenaida asiatica
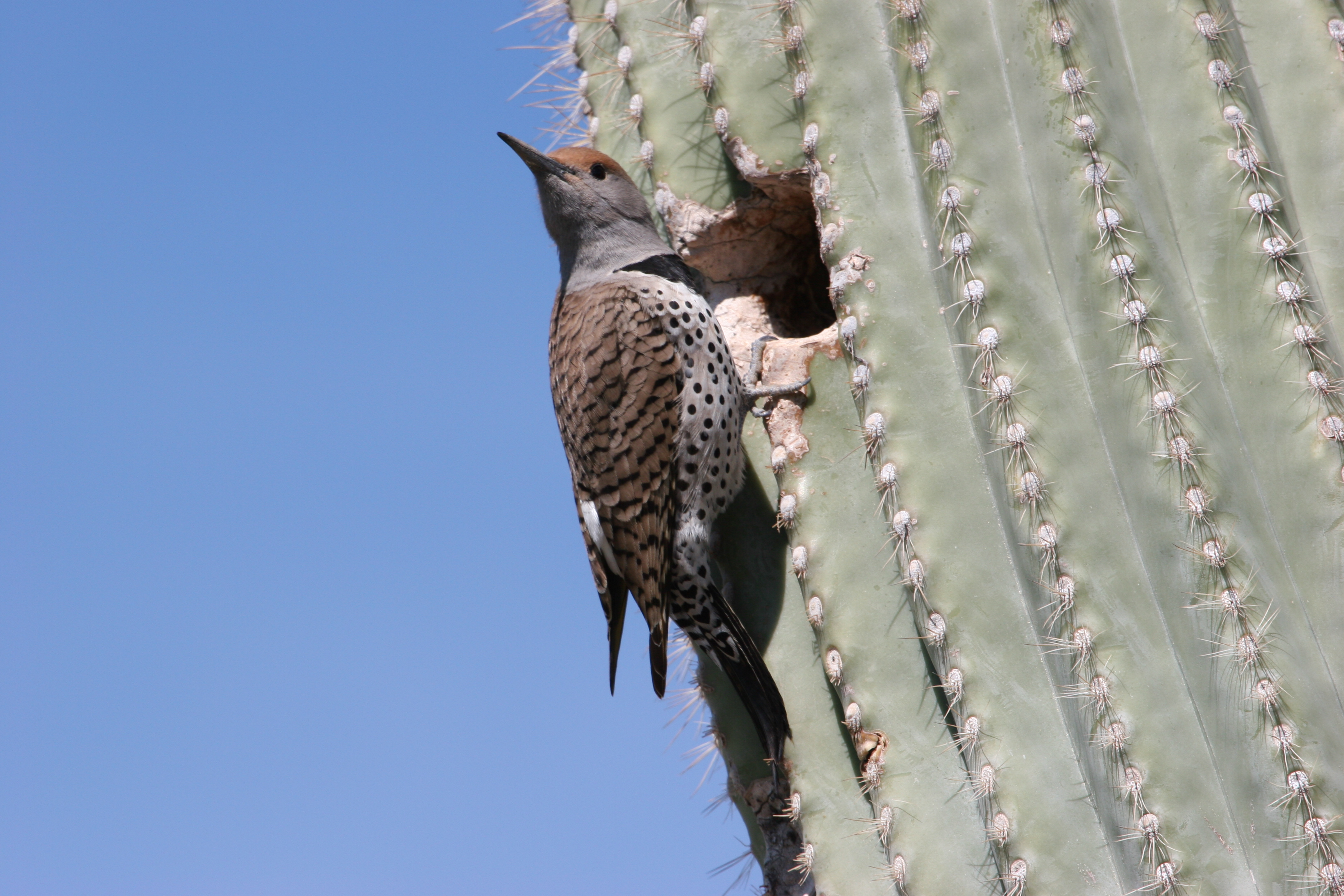
Datel zlatokřídlý Colaptes chrysoides
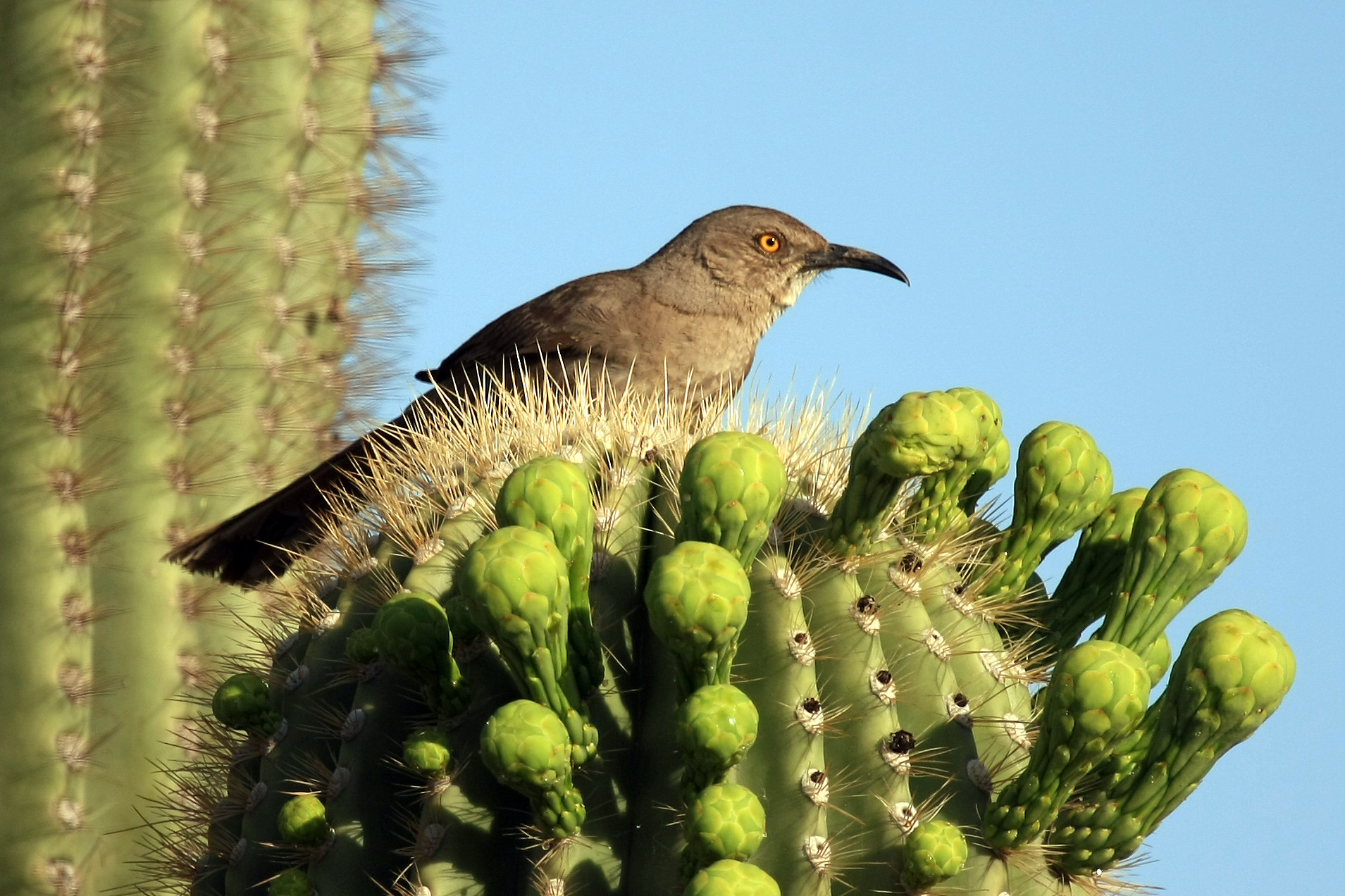
Drozdec skvrnitoprsý Toxostoma curvirostre
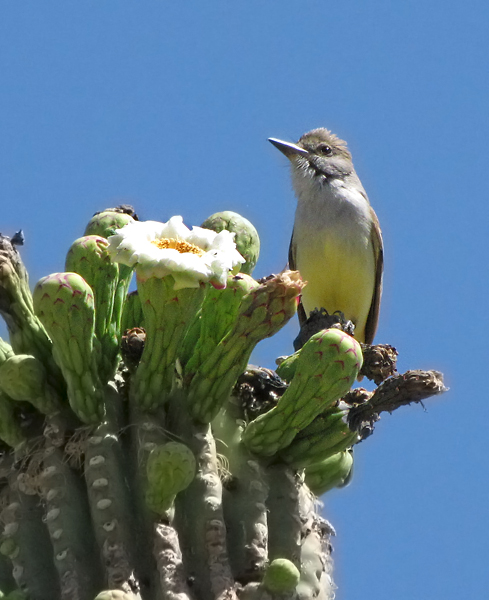
Tyran bledohrdlý  Myiarchus cinerascens
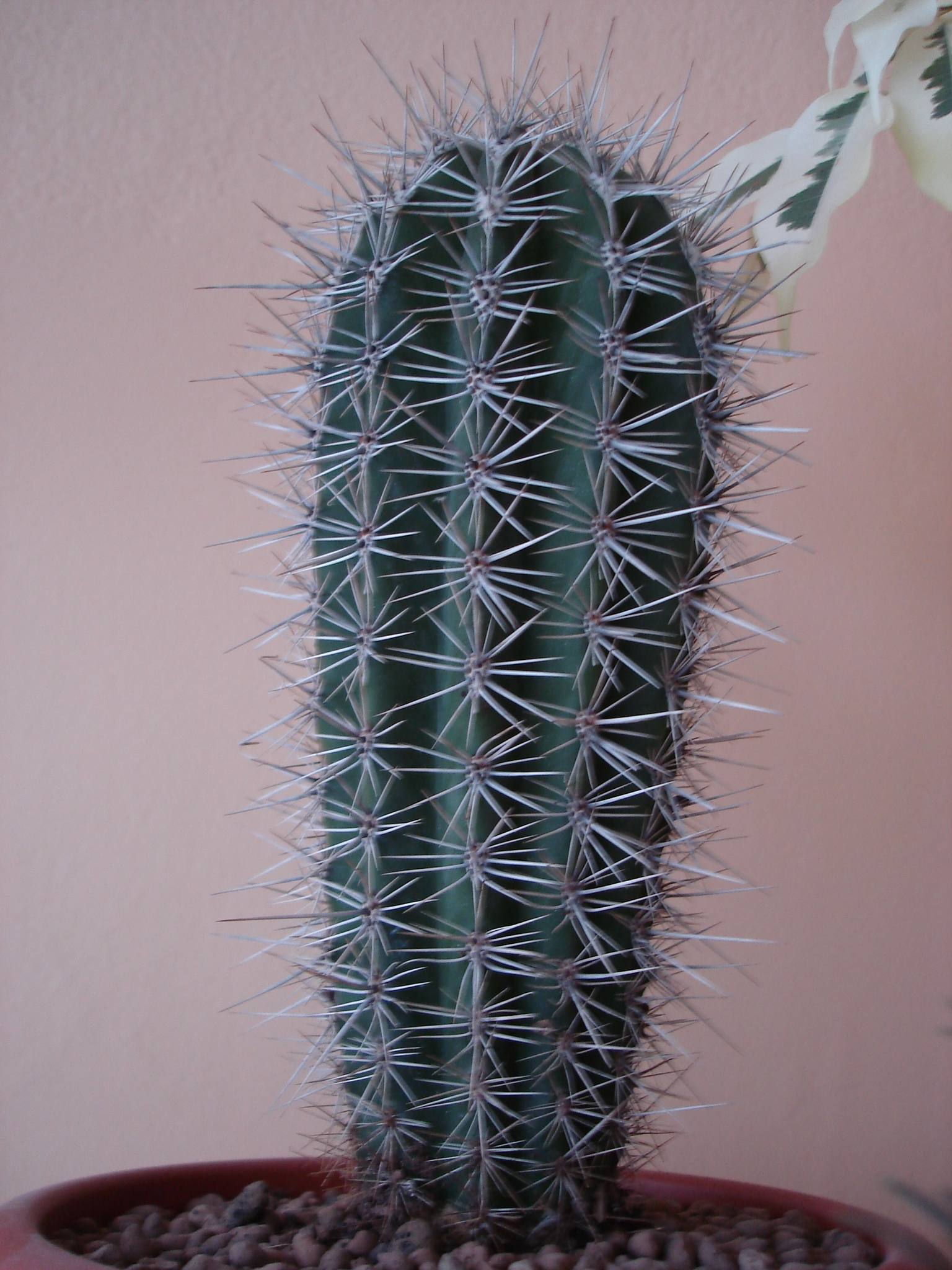
Mladý semenáček typický pro evropské sbírky